# فومونه
فومونه (به ایتالیایی: Fumone) یک کومونه در ایتالیا است که در استان فروزینونه واقع شده‌است.

## خصوصیات
فومونه ۱۴٫۸ کیلومترمربع مساحت و ۲٬۲۴۲ نفر جمعیت دارد و ۷۸۳ متر بالاتر از سطح دریا واقع شده‌است.